# Штехбарт, Хорст
Хо́рст Ште́хбарт (нем. Horst Stechbarth, 13 апреля 1925, Айхенроде — 8 июня 2016) — военный деятель ГДР, в 1972—1989 годах командующий сухопутными войсками ННА, генерал-полковник (1976 год).

## Биография
Родился в семье крестьянина Артура Штекбарта и его жены Эльфриде в Айхенроде, на территории современной Польши. В 1931—1939 годах посещал народную школу в родном городе. После её окончания поступил в сельскохозяйственную школу в близлежащем городе Сорау. Одновременно во время учёбы Штехбарт помогал отцу по хозяйству. 
С января по апрель 1943 года он проходил службу в Имперской службе труда (RAD) в небольшом городе Цюллихау. В 1943 году вступил в НСДАП. 
17 апреля 1943 года 18-летний Штехбарт был призван на службу в вермахт. Он прибыл в Кюстрин, в расположение моторизованного батальона 394-го моторизованного полка 3-й танковой дивизии. Наряду с общей пехотной подготовкой он окончил курсы химической разведки и автомобилевождения. В декабре 1943 года полк Штехбарта был направлен на Восточный фронт под Кировоград (Украина), где сразу после прибытия был брошен в бой. Далее последовали арьергардные бои на территории Польши, Венгрии и Австрии. За это время Штехбарт успел получить Железный крест 2-го класса, чин ефрейтора, затем унтер-офицера, пять раз он был ранен. 8 мая 1945 года на территории Чехии он попал в плен к американцам. Однако уже через три дня был передан советским войскам. 
Во время своего нахождения в лагере для военнопленных под Сталинградом Штехбарт сменил много профессий: каменщика, столяра, литейщика а также бригадира колонны рабочих. Находясь в лагере, Штехбарт начал сотрудничать с лагерным начальством. С ноября 1946 года по апрель 1948 года он участвовал в деятельности молодёжного антифашистского актива и посещал политические курсы. В мае 1948 года он вернулся на территорию советской оккупационной зоны Германии. К этому времени мать и две сестры Штехбарта (в июне 1945 года) были вынуждены уехать из родного города. Они обосновались в Бад-Каупере в Шпреевальде. Отец Штехбарта был арестован советскими частями в 1945 году, дальнейшая его судьба неизвестна. 
Штехбарт после освобождения тоже поселился в Бад Каупере и стал работать на одного местного крестьянина. 1 марта 1949 года он вступил в ряды народной полиции. Первоначально бывший унтер-офицер Штехбарт служил инструктором в Школе Народной полиции в Бизентале (округ Бернау). Затем служил в пограничной дежурной части в Эльдене (округ Людвигслуст) и далее в пограничной комендатуре в Ленцене (в Мекленбурге). 
С июня по сентябрь 1949 года Штехбарт был курсантом Школы Народной Полиции в Эггезине. После этого он возглавлял сначала взвод, а позже — офицерскую учебную роту (Offizierschulerkompanie) данной школы. 21 декабря 1949 года ему было присвоено звание майстера народной полиции (VP-Meister). 1 октября 1949 года он стал кандидатом в члены СЕПГ (вступил в ряды СЕПГ в 1951 году) и членом Союза Свободной Немецкой Молодёжи. 1 мая 1950 года он получил очередное звание обер-комиссара, равнозначное званию обер-лейтенанта в армии. В ноябре 1950 года на базе Школы Народной Полиции в Эггезине была сформирована Смешанная Дежурная часть Народной полиции (Die gemischte Volkspolizeibereitschaft), которую и возглавил Штехбарт. 1 мая 1951 года он стал Ратом Народной полиции (VP-Rat). С сентября 1951 по август 1952 года проходил обучение на специальных курсах по подготовке полковых командиров в Вольске, под Саратовом. После своего возвращения из Советского Союза осенью 1952 года Штехбарт получил должность командира 1-й механизированной команды (полка), входившей в состав Дежурной части (дивизии) Эггезин. В 1954—1955 проходил обучение в Высшей Офицерской школе Казарменной Народной Полиции. В 1955—1956 годах служил заместителем командира Служебной инстанции КНП Шверин (KVP-Dienststelle Schwerin). 
После образования Национальной Народной Армии 1 марта 1956 года Штехбарт получил должность заместителя командира 1-й МСД. 15 мая 1957 года подполковник Штехбарт сам возглавил эту дивизию. В июне-августе 1959 года он изучал русский язык на курсах при Военной Академии ННА имени Фридриха Энгельса. В начале сентября того же года он был направлен на учёбу в Военную Академию Генерального штаба Вооружённых Сил СССР в Москву. Летом 1961 года Штехбарт завершил своё обучение, защитил дипломную работу на тему «Защита побережья силами армии во взаимодействии с силами флота» (Die Verteidigung der Kuste durch eine allgemeine Armee im Zusammenwirken mit Kraften der Seekriegsflotte) и был удостоен золотой медали за успехи в учёбе. После возвращения из Советского Союза он 13 августа 1961 года был назначен первым заместителем командующего 5-м Военным округом со штаб-квартирой в Нойбранденбурге (Militärbezirk V (Neubrandenburg)). В августе — октябре 1961 года 1-я и 8-я мотострелковые дивизии 5-го Военного округа участвовали в операции по блокированию границы Западного Берлина и возведению Берлинской стены. Находясь приблизительно в километре от границы, они прикрывали части боевых групп рабочего класса, подразделения пограничной и народной полиции. 1 марта 1964 года он был произведён в генерал-майоры. К этому времени тридцативосьмилетний Штехбарт вместе с тридцатисемилетним Фрицем Штрелецом и произведённым в генерал-майоры в 1962 году Гельмутом Поппе оказался одним из самых молодых генералов Национальной Народной Армии. Спустя несколько месяцев, 1 августа 1964 года он сменил генерал-майора Мартина Блека на посту командующего 5-м Военным округом. 28 февраля 1967 года Штехбарт был назначен начальником управления боевой подготовки Министерства Национальной обороны ГДР.
Первоначально он должен был сменить Курта Вагнера в должности заместителя Министра Национальной обороны по боевой подготовке. Но в итоге эту должность занял генерал-лейтенант Зигфрид Вайсс. 1 января 1969 года он одновременно стал заместителем заместителя Министра Национальной обороны по боевой подготовке. 2 ноября 1970 года он был произведён в генерал-лейтенанты. 1 декабря 1972 года было создано Командование сухопутных войск, которое возглавил Штехбарт. Одновременно он стал заместителем министра национальной обороны. По случаю 20-й годовщины образования ННА, Штехбарту 1 марта 1976 года было присвоено звание генерал-полковника. В 1976—1989 годах он также являлся членом ЦК СЕПГ. 7 октября 1989 года генерал-полковник Штехбарт командовал военным парадом на Карл-Маркс-Аллее в Берлине в честь 40-й годовщины образования ГДР, последнем параде такого рода в Восточной Германии. 31 декабря 1989 года он вместе с генерал-полковниками Вольфгангом Рейнхольдом и Хорстом Брюннером был уволен в отставку.

## Избранные награды
- Орден Карла Маркса
- Орден Шарнхорста

## Воинские звания
- генерал-майор — 1 марта 1964 года;
- генерал-лейтенант -2 ноября 1970 года;
- генерал-полковник — 1 марта 1976 года.